# (7228) MacGillivray
(7228) MacGillivray est un astéroïde de la ceinture principale.

## Description
(7228) MacGillivray est un astéroïde de la ceinture principale. Il fut découvert le 15 avril 1985 à la station Anderson Mesa par Edward L. G. Bowell. Il présente une orbite caractérisée par un demi-grand axe de 2,25 UA, une excentricité de 0,10 et une inclinaison de 4,4° par rapport à l'écliptique.

## Compléments